# Avitta ekeikei
Avitta ekeikei är en fjärilsart som beskrevs av Bethune-Baker 1906. Avitta ekeikei ingår i släktet Avitta och familjen nattflyn. Inga underarter finns listade i Catalogue of Life.